# Molales
Els molala (també molale, molalla, molele) eren un poble amerindi de l'àrea cultural de l'altiplà al centre d'Oregon, Estats Units. Són una de les Tribus Confederades de la comunitat Grand Ronde d'Oregon, amb 141 dels 882 membres en 1950 que afirmaven ascendència molala. Segons el cens dels Estats Units del 2000 eren 21 individus.

## Llengua
El molala formava part de les llengües penutianes dels turons. Provisionalment havia estat considerat una llengua aïllada. El molala és extingit des de 1958.

## Història
Segons la història oral dels teninos de l'Est de parla sahaptin, els molales foren duts a la seva nova llar al llarg de les muntanyes Cascade pels teninos.
Durant el període del primer Govern Provisional d'Oregon inicial, les Lleis Orgàniques d'Oregon de 1843 preveien una milícia. La primera oportunitat de desplegar la milícia d'Oregon recentment formada arribà el 4 de març de 1844, quan el registrador del govern territorial George Lebreton i una altra persona a la ciutat d'Oregon van ser assassinats, suposadament per un molala. Les seves morts van estimular l'organització d'una expedició de 25 homes que es feien dir Oregon Rangers a l'Oregon Institute. Encara que la companyia de fusellers muntats mai va entrar en acció, van ser dirigits breument pel capità Thomas D. Keizer i després Charles H. Bennett.
En 1848 el cap guerrer molala Crooked Finger dirigí 150 guerrers (molala, klamath, umpqua, rogue, atsugewi, achomawi, modoc) contra els bvlancs a la vall de Willamette, però foren emboscats vora Butte Creek i llur vila a Abiqua Creek fou atacada; Crooked Finger i llurs guerrers van prendre part en la Guerra Cayuse, com a aliats dels seus parents.